# Arnold Friedrich Crüwell
Arnold Friedrich Crüwell (* 15. September 1772 in Bielefeld; † 8. April 1845 ebenda) war ein deutscher Unternehmer und Politiker.
Crüwell entstammte einer Familie von Tabakunternehmern. Das Familienunternehmen Gebr. Crüwell bestand seit 1705. Nach dem Tod des Gründers Johann Georg Crüwell ging das Unternehmen an dessen Sohn Franz Adolph (1706–1786) und den Enkel Johann Friedrich Crüwell (1741–1815) über. Dieser war der Vater von Arnold Friedrich Crüwell (1772–1845). In seiner Zeit als Inhaber der Tabakmanufaktur erfolgte die erste Expansionsphase des Unternehmens. Arnold Crüwell setzte die Expansion später fort.
Crüwell, der evangelischer Konfession war, war auch politisch tätig. Er wurde für den Stand der Städte im Wahlbezirk Minden-Ravensberg für die Stadt Bielefeld 1833 bis 1837 in den Provinziallandtag der Provinz Westfalen gewählt.